# Breda (Iowa)
Breda és una població dels Estats Units d'Amèrica a l'estat d'Iowa. Segons el cens dels Estats Units del 2000 tenia 477 habitants.

## Demografia
Segons el cens del 2000, Breda tenia 477 habitants, 210 habitatges, i 129 famílies. La densitat de població era de 383,7 habitants per km².
Dels 210 habitatges en un 26,2% hi vivien nens de menys de 18 anys, en un 53,8% hi vivien parelles casades, en un 5,2% dones solteres, i en un 38,1% no eren unitats familiars. En el 35,2% dels habitatges hi vivien persones soles el 22,9% de les quals corresponia a persones de 65 anys o més que vivien soles. El nombre mitjà de persones vivint en cada habitatge era de 2,27 i el nombre mitjà de persones que vivien en cada família era de 2,97.
Per edats la població es repartia de la següent manera: un 24,7% tenia menys de 18 anys, un 6,1% entre 18 i 24, un 22,9% entre 25 i 44, un 19,1% de 45 a 60 i un 27,3% 65 anys o més.
L'edat mediana era de 42 anys. Per cada 100 dones de 18 o més anys hi havia 99,4 homes.
La renda mediana per habitatge era de 29.783 $ i la renda mediana per família de 41.458 $. Els homes tenien una renda mediana de 26.111 $ mentre que les dones 19.375 $. La renda per capita de la població era de 17.461 $. Entorn del 3,6% de les famílies i el 6,9% de la població estaven per davall del llindar de pobresa.

## Poblacions més properes
El següent diagrama mostra les poblacions més properes.